# Phan Huy Nhuận
Phan Huy Nhuận (chữ Hán: 潘輝潤; 1847-1912) là một danh sĩ Nho học Việt Nam nửa cuối thế kỷ 19 đầu thế kỷ 20.

## Cuộc đời và sự nghiệp
Phan Huy Nhuận là người thôn Đông Thái, xã Yên Đồng, tổng Việt Yên, huyện La Sơn, phủ Đức Thọ (nay thuộc xã Đức Châu, huyện Đức Thọ), tỉnh Hà Tĩnh. Theo gia phả họ Phan Ung Dinh thì ông tên húy là Hoán, thuộc đời thứ 12, chi thứ nhất. Ông sinh vào năm Đinh Mùi 1847 (văn bia Tiến sĩ ghi ông sinh năm Giáp Thìn 1844), song thân ông là Tú tài Phan Huy Tế (có tài liệu chép là Phan Nhật Chương) và bà Phan Thị Phương, người xã Việt Yên, con Tiến sĩ Phan Bá Đạt. Bác ruột ông là Tiến sĩ Tổng đốc Phan Tam Tĩnh.
Ông đỗ Cử nhân năm Mậu Dần 1878. Năm Kỷ Mão 1879, niên hiệu Tự Đức thứ 23, ông đỗ Đồng tiến sĩ xuất thân, đứng thứ 5/6 Tiến sĩ lúc 33 tuổi. Người anh họ ông là Phan Trọng Mưu (con Phan Tam Tĩnh) đỗ đồng khoa, trên ông 3 bậc. Trước đó 2 năm, một người anh bên ngoại ông (anh con dì) là Phan Đình Phùng đỗ Đình nguyên Tiến sĩ.
Quan nghiệp của ông từng làm đến Bố chính tỉnh Phú Yên rồi làm Công bộ Thị lang. Năm Thành Thái thứ 10 (Mậu Tuất 1898), do tranh chấp với Án sát Nguyễn Đốc Nhuận nên bị triều đình phạt giáng xuống 4 cấp rồi về hưu.
Ông mất ngày 14 tháng 1 năm Tân Hợi (tức 2 tháng 1 năm 1912), thọ 65 tuổi.